# Saint-Antoine-du-Rocher
Saint-Antoine-du-Rocher é uma comuna francesa na região administrativa do Centro, no departamento Indre-et-Loire. Estende-se por uma área de 24,32 km². Em 2010 a comuna tinha 1 753 habitantes (densidade: 72,1 hab./km²).